# Like Flowers in Sand
Like Flowers in Sand (hangul: 모래에도 꽃이 핀다) (bra: Flores no Deserto) é uma série de televisão sul-coreana de 2023–2024 estrelada por Jang Dong-yoon, Lee Ju-myoung, Yoon Jong-seok, Kim Bo-ra, Lee Jae-joon e Lee Joo-seung. O drama segue a história de um grupo de jovens que estão lutando para progredir em suas vidas, tendo como pano de fundo a cidade de Geosan, que é um centro de treinamento de ssireum. Foi ao ar na ENA de 20 de dezembro de 2023 a 31 de janeiro de 2024, sendo exibido todas as quartas e quintas às 21h (KST). Também está disponível para streaming na Netflix em regiões selecionadas.

## Sinopse
Kim Baek-doo (Jang Dong-yoon) é um praticante de ssireum que está pensando em se aposentar do esporte. No entanto, sua vida muda quando ele se reúne com sua amiga de infância, Oh Yoo-kyung, (Lee Ju-myoung), que se torna a líder administrativa de sua equipe de ssireum. Seu time está prestes a se separar, mas com a ajuda de pessoas como Min Hyun-wook (Yoon Jong-seok) e Joo Mi-ran (Kim Bo-ra), além do novo técnico Kwak Jin-soo (Lee Jae-joon) e o melhor amigo de Baek-doo, Jo Seok-hee (Lee Joo-seung), eles decidem trabalhar juntos para salvar o time.

## Elenco

### Principal
- Jang Dong-yoon como Kim Baek-doo: um esportista da classe Taebaek (até 75 kg) da equipe de Ssireum do condado de Geosan, que está prestes a ser dissolvida. Anos antes, ele era chamado de prodígio por causa de suas excelentes habilidades.[11]
- Lee Ju-myoung como Oh Yoo-kyung/Oh Doo-sik: O primeiro amor de Baek-doo, que se torna a líder da equipe de Ssireum do condado de Geosan.[8][14]
- Yoon Jong-seok como Min Hyun-wook: um homem jovem que veio da cidade para Geosan.[11]
- Kim Bo-ra como Joo Mi-ran: uma jovem misteriosa e dona de uma cafeteria local.[5]
- Lee Jae-joon como Kwak Jin-soo: rival de longa data de Baek-doo e ex-lutador de ssireum.[13]
- Lee Joo-seung como Jo Seok-hee: o melhor amigo de Baek-doo e policial que trabalha na Delegacia de Polícia de Geosan.[13]

### De apoio
- Choi Moo-sung como Kim Tae-baek: o pai de Baek-doo, que é uma lendária estrela do ssireum .[15]
- Jang Young-nam como Ma Jin-sook: esposa de Tae-baek e mãe de Baek-doo.[15]
- Woo Hyun como Park Pil-doo: um ancião no mundo de ssireum que dirige um sarangbang (espaço reservado para encontros) local.[15]
- Hwang Seok-jeong como Lim Hyun-ja: mãe de Jin-soo.[15]
- Jang Hee-jung como Ahn Hyun-jin: esposa de Kyung-moon que dirige uma fábrica com ele no Mercado Geosan.[16]
- Ahn Chang-hwan como Lee Kyung-moon: uma dos poucos homens que não pratica ssireum em Geosan.[16]
- Seo Jeong-yeon como Chu Mi-sook: a detetive modelo que Yoo-kyung almeja ser um dia.[15]
- Yang Ki-won como Kim Geum-gang: irmão mais velho de Baek-doo.[17]
- Lee Yu-joon como Kim Han-ra: segundo irmão de Baek-doo e YouTuber que administra um canal sobre ssireum.[18]
- Park Bo-kyung como Seo Sook-hee: dona de uma floricultura.[19]
- Lee Ho-chul como Jung Gil-soo: marido de Sook-hee.[19]
- Jo Sin-nae como Kang Jong-mi: dona de uma lanchonete.[19]
- Hyun Jong-woo como Song Young-wook: marido de Jong-mi que é treinador.[19]
- Hwang Jae-yeol como Park Dong-chan: treinador da equipe de Ssireum de Geosan.[20]
- Kim Min-seok como Kim Beom-soo: o membro mais jovem da equipe de Ssireum.[21]
- Park Kyung-seo como o policial mais jovem da Delegacia de Polícia de Geosan.[22]
- Yoon Don-seon como policial na Delegacia de Polícia de Geosan.[23]
- Seo Jin-won como Ahn Ji-yong: um policial sênior da Agência de Polícia Metropolitana de Seul.[24]
- Kim Beop-rae como Hong Man-sik: o governador do condado de Geosan.[25]

## Produção e lançamento
As filmagens da série começaram logo após a leitura do roteiro do elenco, que foi realizada por volta de maio de 2023.
Em junho de 2023, a AStory, uma produtora de séries, anunciou que havia assinado um contrato com a Netflix para conceder os direitos de transmissão do drama no exterior.

## Audiência
| Temporada | Temporada | Ep. 1 | Ep. 2 | Ep. 3 | Ep. 4 | Ep. 5 | Ep. 6 | Ep. 7 | Ep. 8 | Ep. 9 | Ep. 10 | Ep. 11 | Audiência |
| --------- | --------- | ----- | ----- | ----- | ----- | ----- | ----- | ----- | ----- | ----- | ------ | ------ | --------- |
|           | 1         | N/A   | N/A   | N/A   | N/A   | 449   | 484   | 488   | 584   | 521   | 559    | 611    | 625       |

| Ep. | Data de transmissão original | Parcela média de audiência (Nielsen Korea) | Parcela média de audiência (Nielsen Korea) |
| Ep. | Data de transmissão original | Nacional                                   | Seul                                       |
| --- | ---------------------------- | ------------------------------------------ | ------------------------------------------ |
| 1 | 20 de dezembro de 2023       | 1.483% (5º)                                | N/A                                        |
| 2 | 21 de dezembro de 2023       | 1.413% (9º)                                | N/A                                        |
| 3 | 27 de dezembro de 2023       | 1.473% (7º)                                | N/A                                        |
| 4 | 28 de dezembro de 2023       | 1.428% (5º)                                | N/A                                        |
| 5 | 3 de janeiro de 2024         | 1.855% (3º)                                | 1.673% (4º)                                |
| 6 | 4 de janeiro de 2024         | 2.148% (2º)                                | 1.752% (2º)                                |
| 7 | 10 de janeiro de 2024        | 2.023% (3º)                                | 1.824% (3º)                                |
| 8 | 11 de janeiro de 2024        | 2.396% (2º)                                | 2.356% (2º)                                |
| 9 | 17 de janeiro de 2024        | 2.358% (3º)                                | 2.242% (3º)                                |
| 10 | 18 de janeiro de 2024        | 2.778% (2º)                                | 2.690% (2º)                                |
| 11 | 24 de janeiro de 2024        | 2.758% (2º)                                | 2.804% (2º)                                |
| 12 | 31 de janeiro de 2024l       | 2.835% (4º)                                | 2.728% (6º)                                |
| Média | Média                        | 2.079%                                     | —                                          |
| - Na tabela acima, os números em azul representam a audiência mais baixa e os números em vermelho representam a audiência mais alta. - N/A indica números de audiência que não foram publicados. - Esta série foi ao ar em um canal a cabo/TV paga que normalmente tem uma audiência relativamente menor em comparação com a TV aberta/emissoras públicas (KBS, SBS, MBC, e EBS). |                              |                                            |                                            |